# 6862 Virgiliomarcon
6862 Virgiliomarcon là một tiểu hành tinh vành đai chính với chu kỳ quỹ đạo là 2064.1624248 ngày (5.65 năm).
Nó được phát hiện ngày 11 tháng 4 năm 1991 ở Osservatorio San Vittore.